# Andrzej Jastrzębiec
Andrzej Jastrzębiec, noto anche come Andrzej Wasilko o Andrzej Polak (... – Vilnius, 14 novembre 1398), è stato un vescovo cattolico e diplomatico polacco.
Fu il primo vescovo di Vilnius e di Siret. Poco si sa della sua giovinezza e potrebbe provenire da una famiglia di contadini. Entrò nell'Ordine francescano e presto raggiunse i livelli più elevati del medesimo.

## Biografia
La prima citazione di Andrzej Jastrzębiec data dal 1354, quando fu elencato tra i parroci di Masovia. Dopo un breve periodo come missionario nel pagano Granducato di Lituania, egli si trasferì presso la corte del Regno di Ungheria, dove divenne il confessore di Elisabetta di Polonia, regina consorte di Ungheria. Di qui si recò in Moldavia, ove operò per parecchi anni come missionario. Per effetto di questa attività il 31 luglio 1370 fu eretta la nuova diocesi di Siret, della quale egli fu il primo vescovo.
Già nel 1372 egli rientrò in Polonia, dove s'insediò come vescovo di Halyč. Tra il 1376 e il 1386 egli ebbe funzione di vescovo ausiliare di Gniezno. Nel 1388 il re Ladislao II di Polonia mandò Andrzej in missione con il compito di cristianizzare la Lituania. A seguito della creazione della diocesi di Vilnius, Andrzej ne divenne il primo vescovo. Morì il 14 novembre 1398 e gli succedette, come vescovo di Vilnius, Jakub Plichta.

## Genealogia episcopale
La genealogia episcopale è:
- Cardinale Andouin Aubert
- Papa Urbano V
- Vescovo Florian z Mokrska
- Vescovo Andrzej Jastrzębiec